# Ardennes American Cemetery and Memorial

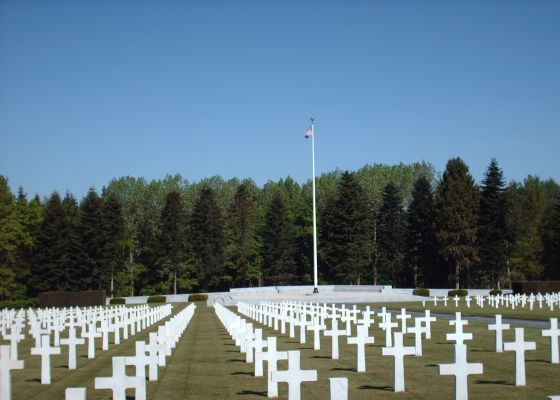
Deel van de begraafplaats

Ardennes American Cemetery and Memorial is een Amerikaans ereveld bij de Belgische plaats Neupré. Het gebied werd op 7 september 1944 bevrijd door de Amerikaanse 3e Pantserdivisie. Enkele maanden later, op 8 februari 1945, werd de begraafplaats in gebruik genomen. In eerste instantie was de bedoeling om de slachtoffers van het Ardennenoffensief hier te begraven, maar de meesten van hen werden op de Amerikaanse militaire begraafplaats Henri-Chapelle in Hendrik-Kapelle begraven.
Op de begraafplaats zijn 5.329 Amerikaanse soldaten begraven, die sneuvelden tijdens of door de gevolgen van de Tweede Wereldoorlog. 60% van de gesneuvelden die hier begraven liggen, dienden in de USAAF (United States Army Air Force). Daarnaast staan de namen vermeld van 462 vermiste soldaten, waarvan hun lichaam niet is teruggevonden of is geïdentificeerd, op 12 granieten platen die naast de Memorial liggen.

## Ontwerp begraafplaats
De ontwerpers van de begraafplaats en het monument waren: Reinhard, Hofmeister, Walquist, allen uit New York. De tuin- en landschapsarchitect was Richard K. Webel uit Roslyn (Long Island). De aanleg van de begraafplaats was gereed in 1960. Op 11 juli 1960 werd de begraafplaats officieel geopend in aanwezigheid van Prins Albert van België.
De begraafplaats is verdeeld in vier vakken. Deze vakken zijn aangelegd in de vorm van een Grieks kruis en worden gescheiden door twee elkaar kruisende paden. Aan de oostkant van de begraafplaats bevindt zich een bronzen beeld dat de Amerikaanse jeugd symboliseert.
De Ardennes Memorial heeft een vierkante vorm en is te bereiken via zeven treden die de Memorial omringen. Op de zuidkant van de Memorial is een vijf meter hoge Amerikaanse Arend aangebracht die geflankeerd wordt door drie vrouwenfiguren, die Recht, Vrijheid en de Waarheid voorstellen. Aan de binnenkant van de Memorial bevinden zich drie kaarten, waarop het strijdverloop van de Tweede Wereldoorlog te zien is. Achter in de Memorial bevindt zich een kapel.